# سایرز ۳۶۲۷
سیارک ۳۶۲۷ (به انگلیسی: 3627 Sayers، نامگذاری:1973DS) سه هزار و ششصد و بیست و هفتمین سیارک کشف شده‌است که در ۲۸ فوریه ۱۹۷۳ کشف شد.
قدر مطلق سیارک برابر ۱۳٫۲۰ است.